# اندیس اندیمشک (تک تکاب)
اندیمشک(تک تکاب) یک اندیس مصالح ساختمانی است که در حوالی شهر بالارود استان خوزستان قرار دارد و مادهٔ معدنی موجود در آن، مارن است. و دیرینگی آن به دوران نئوژن می‌رسد. 